# Elezioni regionali in Calabria del 1985
Le elezioni regionali in Calabria del 1985 si tennero il 12-13 maggio.

## Risultati elettorali
| Liste                                                  | Voti      | %     | Seggi |
| ------------------------------------------------------ | --------- | ----- | ----- |
| Democrazia Cristiana (DC)                              | 462.298   | 39,00 | 16    |
| Partito Comunista Italiano (PCI)                       | 287.436   | 24,25 | 10    |
| Partito Socialista Italiano (PSI)                      | 211.891   | 17,87 | 8     |
| Movimento Sociale Italiano - Destra Nazionale (MSI-DN) | 75.624    | 6,38  | 2     |
| Partito Socialista Democratico Italiano (PSDI)         | 67.228    | 5,67  | 2     |
| Partito Repubblicano Italiano (PRI)                    | 39.285    | 3,31  | 1     |
| Democrazia Proletaria (DP)                             | 17.127    | 1,44  | 1     |
| Movimento Meridionale                                  | 11.930    | 1,01  | -     |
| Partito Liberale Italiano (PLI)                        | 8.225     | 0,69  | -     |
| Partito Nazionale Pensionati (PNP)                     | 2.886     | 0,24  | -     |
| Alleanza Italiana Pensionati-Liga Veneta (AIP-ŁV)      | 1.489     | 0,13  | -     |
| Totale                                                 | 1.185.419 |       | 40    |

| Riepilogo dei seggi | Riepilogo dei seggi | Riepilogo dei seggi | Riepilogo dei seggi | Riepilogo dei seggi | Riepilogo dei seggi | Riepilogo dei seggi |
| ------------------- | ------------------- | ------------------- | ------------------- | ------------------- | ------------------- | ------------------- |
|                     |                     |                     |                     |                     |                     |                     |
| DP                  | 1                   | Nuovo               |                     | PCI                 | 10                  | ━                   |
| PSI                 | 8                   | ▲ 1                 |                     | PSDI                | 2                   | ━                   |
| PRI                 | 1                   | ━                   |                     | DC                  | 16                  | ▼ 2                 |
| MSI-DN              | 2                   | ━                   |                     |                     |                     |                     |